# Jagdstaffel 41
La Jagdstaffel 41 (in tedesco: Königlich Preußische Jagdstaffel Nr 41, abbreviato in Jasta 41) era una squadriglia (staffel) da caccia della componente aerea del Deutsches Heer, l'esercito dell'Impero tedesco, durante la prima guerra mondiale (1914-1918).

## Storia
La Jagdstaffel 41 venne fondata il 18 giugno 1917 presso il Flieger-Abteilung (dipartimento di aviazione) 4 di Posen. Venne assegnata alla Armee-Abteilung B a partire dal 5 agosto del 1917. La squadriglia ottenne la prima vittoria aerea il 3 settembre 1917.
Il Leutnant Helmut Brünig fu l'ultimo Staffelführer (comandante) della Jagdstaffel 41 dal 4 ottobre 1918 fino alla fine della guerra.
Alla fine della prima guerra mondiale alla Jagdstaffel 41 vennero accreditate 73 vittorie aeree, di cui 10 per l'abbattimento di palloni da osservazione. Di contro, la squadriglia perse 10 piloti, uno fu fatto prigioniero di guerra, 2 piloti morirono in incidente di volo e 3 furono feriti in azione.

## Lista dei comandanti della Jagdstaffel 41
Di seguito vengono riportati i nomi dei piloti che si succedettero al comando della Jagdstaffel 41.
| Grado    | Nome              | Periodo                              |
| -------- | ----------------- | ------------------------------------ |
|          | Maxmilian Zeigler | 18 giugno 1917 - 3 settembre 1917    |
| Leutnant | Georg Schlenker   | 4 settembre 1917 - 30 settembre 1918 |
| Leutnant | Fritz Höhn        | 30 settembre 1918 - 3 ottobre 1918   |
| Leutnant | Helmut Brünig     | 4 ottobre 1918 - 11 novembre 1918    |

## Lista delle basi utilizzate dalla Jagdstaffel 41
1. Posen
2. Habsheim, dal 5 agosto 1917